# Campeonato Amazonense de Futebol de 2023
O Campeonato Amazonense de Futebol de 2023 foi à 107ª edição da divisão principal do futebol profissional do Amazonas, cujo nome oficial foi Barezão 2023. Através deste foram indicados os representantes amazonenses nos torneios nacionais de 2024 (Copa do Brasil, Copa Verde e Série D do Campeonato Brasileiro). A competição teve inicio em 28 de janeiro, com final realizada na data de 23 de abril.

## Equipes participantes
Após o rebaixamento de quatro equipes na edição de 2022, em compensação à ausência de rebaixamento nas edições de 2020 e 2021 devido às implicações financeiras acarretadas pela Pandemia de COVID-19 aos clubes participantes daquelas edições, era esperado que na edição de 2023, o Campeonato Amazonense voltasse a ter 10 clubes participantes, algo que não ocorre desde a edição de 2015, contudo não foi possível, por conta da desistência do Fast Clube.
A edição marcou o retorno do tradicional Rio Negro, segundo maior vencedor da competição, que não disputava a primeira divisão desde o ano de 2019, o que possibilitará dessa forma o retorno da disputa do principal clássico do futebol amazonense, o Rio-Nal, que desde o ano de 2019.
teve também a estreia na primeira divisão do Parintins, ou RPE Parintins, que com pouco mais de um ano de fundação, conseguiu o acesso à divisão principal do Campeonato Amazonense. É uma estreia histórica, tendo em vista que é a primeira vez que a cidade de Parintins contará com um representante na divisão de elite do Campeonato Amazonense. Contudo, assim como ocorreu durante toda a disputa da  Série B de 2022, o "Tourão da Ilha Tupinambarana", em decorrência de seu município possuir uma complexa logística de acesso, já que que não é interligado por rodovias com a capital Manaus, sendo acessível somente por meio de transporte fluvial e transporte aéreo, bem como o seu estádio, o Tupy Cantanhede, atualmente não se encontrar apto para a prática do futebol profissional, exercerá o seu mando de campo no município de Rio Preto da Eva, município interligado com a capital do Estado pela rodovia AM-010, no Estádio Francisco Garcia, popularmente conhecido como Chicão. Outro clube que ao menos na Fase Regular, não pode atuar em seu município foi o Iranduba, tendo em vista que o Estádio Álvaro Maranhão, situado no município de Iranduba, foi vetado para a prática de partidas de futebol pela FAF , o que poderá vir a ser revertido futuramente caso a prefeitura daquele município realize os reparos necessários ao funcionamento daquela praça esportiva.

### Promovidos e rebaixados
| Pos. | Rebaixados da Série A de 2022 |
| ---- | ----------------------------- |
| 9º   | São Raimundo-AM               |
| 10º  | Clipper                       |
| 11°  | Penarol                       |
| 12°  | JC                            |

| Pos. | Promovidos da Série B de 2022 |
| ---- | ----------------------------- |
| 1º   | Rio Negro-AM                  |
| 2º   | Parintins                     |

| Aumento | Equipe promovida da Série B 2022 |

### Desistência doFast Clube
Em ofício enviado à FAF na data de 11 de janeiro de 2023, o Fast Clube, alegando dificuldades financeiras, decidiu não participar do campeonato de 2023. Porém, diferente do que estipulava o regulamento do torneio de 2021, que em decorrência das implicações financeiras causadas pela Pandemia de COVID-19, não previa o rebaixamento, estando todos os clubes que se encontravam aptos a disputar àquela edição, desistentes ou não, igualmente aptos a disputar a edição seguinte, desta vez não houve escapatória para o Rolo Compressor, que após comunicar a sua desistência à Federação Amazonense de Futebol, foi imediatamente rebaixado à Segunda Divisão .
A princípio, o "Tricolor" poderá voltar a disputar competições oficiais de futebol a partir do ano de 2024, quando estará apto a disputar a Segunda Divisão. Assim, com a desistência do Fast Clube, apenas um clube da atual edição do Barezão de 2023 será rebaixado à Segunda Divisão de 2024, que será o clube que terminar em 9º (último lugar) na Fase Regular do certame.

## Regulamento

### Formato de Disputa
O torneio adotará um sistema misto, contando com fase regular e fase final, assim como ocorrido nas duas últimas edições:
Fase Regular
Os nove clubes participantes jogarão em turno único, todos contra todos, sendo que Manaus, Princesa do Solimões, Nacional e Amazonas, por terem sido as quatro melhores equipes remanescentes da edição anterior, terão direito a cinco mandos de campo, enquanto que Manauara, Iranduba e Operário, por terem sido as três piores equipes remanescentes da edição anterior, e Rio Negro e Parintins, por terem ascendido da Segunda Divisão, terão direito a apenas quatro mandos de campo. Ao final, os oito melhores classificados se classificaram para as fases finais, enquanto o último colocado (9º colocado) será rebaixado para a Segunda Divisão de 2024. Em caso de empate no número de pontos nesta fase, os critérios de desempate serão os seguintes:
- 1º) maior número de vitórias;
- 2º) maior saldo de gols;
- 3º) maior número de gols pró;
- 4º) confronto direto (na primeira fase);
- 5º) sorteio.[5]

Fases Finais
Os oito clubes qualificados disputarão as fases finais, em forma eliminatória com jogos de ida e volta, respeitado o cruzamento olímpico (1º x 8º; 2º x 7º; 3º x 6º e 4º x 5º) cabendo o mando de campo da partida de volta (exceto no caso das quartas de final e das semifinais, em que o mando de campo da partida de volta será do clube posicionado à esquerda da tabela do campeonato) e a vantagem de jogar por dois empates ou por empate no placar agregado ao clube melhor classificado na primeira fase da competição. O chaveamento até a final do campeonato foi definido pela Diretoria de Competições da FAF em comum acordo com os clubes.
Classificação geral
Conforme o regulamento da competição, a classificação geral do campeonato será composta pelo campeão, pelo vice, pelos clubes eliminados na fase semifinal (o clube que figurou na terceira colocação, dentre os eliminados na fase semifinal, será o melhor classificado na primeira fase da competição) e pelos clubes posicionados de 5º a 9º colocados de acordo com seus respectivos desempenhos na primeira fase da competição. O campeão e o vice, em regra, corresponderam aos representantes amazonenses na Copa do Brasil, Série D e Copa Verde de 2024, exceto se, dentre o campeão e o vice, houver pelo menos um clube classificado para qualquer uma destas competições por outros critérios ou que figurasse em uma divisão superior à Série D no Campeonato Brasileiro, hipótese esta em que a vaga ou as vagas remanescentes, em qualquer uma destas competições, serão ocupadas a partir do terceiro colocado na classificação geral, sucessivamente.
Uso do VAR
O Campeonato Amazonense de Futebol de 2023 marcará a inserção, no âmbito do futebol amazonense, do Árbitro assistente de vídeo ou simplesmente VAR, que passará a ser utilizado a partir da fase semifinal, até a realização dos jogos das finais do campeonato. 

## Transmissão
Desde a edição de 2009, a TV A Crítica é responsável pela transmissão do Campeonato Amazonense de Futebol na TV aberta e no Youtube. E desde a edição reformulada do ano de 2020, é possível assistir o certame através da plataforma de transmissão de jogos Barezão Play, onde é necessária a inscrição do usuário em um pacote ou tão somente a realização da compra da exibição de partidas avulsas.

## Fase Regular

### Jogos
| 28 de janeiro | Nacional-AM    | 1 – 1 | Rio Negro-AM  | Arena da Amazônia, Manaus                                  |
| 20h           | Léo Aquino 22' |       | Vitinho 90+5' | Público: 1,661 Árbitro: AM Antonio Carlos Pequeno Frutuoso |

| 29 de Janeiro | Iranduba      | 1 - 2 | Princesa do Solimões           | Estádio Ismael Benigno, Manaus                             |
| 10h           | Alexandre 41' |       | Ivan 12' · Felipe Tiririca 76' | Público: 341 Árbitro: AM Raimundo Jose Azevedo de Medeiros |

| 29 de Janeiro | Manaus        | 1 - 1 | Parintins            | Arena da Amazônia, Manaus                         |
| 10h           | Gutierrez 12' |       | João Pedro 89' (pen) | Público: 462 Árbitro: AM Halbert Luis Moraes Baia |

| 29 de Janeiro | Amazonas | 0 - 2 | Manauara                          | Estádio Municipal Carlos Zamith, Manaus          |
| 15h30         |          |       | Iury Tanque 40' (pen) · Bruno 80' | Público: 523 Árbitro: AM Ivan da Silva Guimarães |

| 1º de fevereiro | Princesa do Solimões       | 2 – 0 | Operário-AM | Estádio Gilbertão, Manacapuru                    |
| 15h30           | Juninho 28' · Aleílson 69' |       |             | Público: 670 Árbitro: AM Edmar Campos Encarnação |

| 1º de fevereiro | Manauara                                                                           | 5 – 0 | Iranduba | Estádio Municipal Carlos Zamith, Manaus        |
| 15h30           | Wellyson 60' · Jackie Chan 69' · Dal Pian 80' · Gledyson 83' · Gabriel Morbeck 87' |       |          | Público: 400 Árbitro: AM Rafael Ramos Tourinho |

| 1º de fevereiro | Rio Negro-AM | 0 – 1 | Amazonas             | Estádio Ismael Benigno, Manaus                         |
| 15h30           |              |       | Rafael Tavares 45+1' | Público: 150 Árbitro: AM Freddy Rafael Lopes Fernandez |

| 1º de fevereiro | Parintins            | 1 – 2 | Nacional-AM                   | Estádio Francisco Garcia, Rio Preto da Eva                 |
| 15h30           | João Pedro 65' (pen) |       | Davy Einstein 9' · Pedrão 35' | Público: 367 Árbitro: AM Elenildo Batista Rodrigues Júnior |

| 4 de fevereiro | Princesa do Solimões | 1 – 0 | Rio Negro-AM | Estádio Gilbertão, Manacapuru                           |
| 15h30          | Frank Alberto 90+4'  |       |              | Público: 670 Árbitro: AM Ivan da Silva Guimarães Júnior |

| 4 de fevereiro | Nacional-AM | 1 – 1 | Iranduba   | Arena da Amazônia, Manaus                         |
| 15h30          | Gilmar 42'  |       | Maycon 54' | Público: 555 Árbitro: AM Halbert Luís Moraes Baia |

| 4 de fevereiro | Amazonas                                  | 3 – 0 | Parintins | Estádio Municipal Carlos Zamith, Manaus                    |
| 15h30          | Luan Santos 20', 47' · Rafael Tavares 54' |       |           | Público: 166 Árbitro: AM Raimundo José Azevedo de Medeiros |

| 5 de fevereiro | Operário-AM | 0 – 1 | Manaus     | Estádio Gilbertão, Manacapuru                          |
| 15h30          |             |       | Michel 54' | Público: 252 Árbitro: AM Dimmi Yuri das Chagas Cardoso |

| 8 de fevereiro | Manaus             | 1 – 1 | Rio Negro-AM | Arena da Amazônia, Manaus |
| 15h30          | Carlos Eduardo 46' |       | Rubran 72'   | Árbitro: AM               |

| 9 de fevereiro | Manauara                           | 2 – 2 | Princesa do Solimões  | Estádio Municipal Carlos Zamith, Manaus |
| 15h30          | Gabriel Argolo 42' · Guilherme 73' |       | Aleilson 47' (p), 86' | Árbitro: AM                             |

| 9 de fevereiro | Nacional-AM           | 1 – 0 | Operário-AM | Estádio Ismael Benigno, Manaus |
| 15h30          | Leonardo Nogueira 41' |       |             | Árbitro: AM                    |

| 8 de fevereiro | Iranduba | 0 – 1 | Parintins            | Estádio Municipal Carlos Zamith, Manaus |
| 15h30          |          |       | Leandro de Jesus 68' | Árbitro: AM                             |

| 11 de fevereiro | Manaus                | 1 – 1 | Princesa do Solimões | Arena da Amazônia, Manaus |
| 15h30           | Michel das Chagas 92' |       | Aleilson 83' (p)     | Árbitro: AM               |

| 12 de fevereiro | Operário-AM      | 1 – 5 | Manauara                                                          | Estádio Gilbertão, Manacapuru |
| 15h30           | Lucas Chaves 78' |       | Ítalo 02', 84' · Guilherme 18' · Ivanilson 23' · Erickson 44' (p) | Árbitro: AM                   |

| 12 de fevereiro | Parintins      | 1 – 1 | Rio Negro-AM          | Estádio Francisco Garcia, Rio Preto da Eva |
| 15h30           | João Pedro 89' |       | Matheus Silva 97' (p) | Árbitro: AM                                |

| 12 de fevereiro | Iranduba | 0 – 7 | Amazonas | Estádio Ismael Benigno, Manaus |
| 15h30           |          |       | Yuri Ferraz 05' · Laercio 18' · Luan Santos 38' · Rafael Aparecido 42' · Renan Santos 48' · Carlos Alberto 51' · Marcos Vinicius 61' | Árbitro: AM                    |

| 14 de fevereiro | Princesa do Solimões | 2 – 1 | Nacional-AM     | Estádio Gilbertão, Manacapuru |
| 15h30           | Aleilson 63', 91'    |       | José Hitalo 51' | Árbitro: AM                   |

| 15 de fevereiro | Manauara | 0 – 1 | Manaus           | Arena da Amazônia, Manaus |
| 15h30           |          |       | Gilson Cesar 95' | Árbitro: AM               |

| 15 de fevereiro | Rio Negro-AM               | 2 – 2 | Iranduba                                  | Estádio Ismael Benigno, Manaus |
| 15h30           | Matheus Silva 37', 86' (p) |       | Leonardo Oliveira 60' · Maycon Soares 68' | Árbitro: AM                    |

| 15 de fevereiro | Amazonas                                                        | 3 – 0 | Operário-AM | Estádio Gilbertão, Manacapuru |
| 15h30           | Rafael Aparecido 63' (p) · Luan Santos 92' · Carlos Alberto 94' |       |             | Árbitro: AM                   |

| 18 de fevereiro | Iranduba | 0 – 1 | Manaus        | Estádio Ismael Benigno, Manaus |
| 15h30           |          |       | Gutierrez 95' | Árbitro: AM                    |

| 18 de fevereiro | Amazonas      | 1 – 1 | Nacional-AM           | Arena da Amazônia, Manaus |
| 15h30           | Guilherme 36' |       | Leonardo Nogueira 35' | Árbitro: AM               |

| 19 de fevereiro | Manauara                               | 3 – 1 | Parintins                | Estádio Municipal Carlos Zamith, Manaus |
| 15h30           | Erickson 12', 50' (p) · Luiz Renan 52' |       | Thiago Jefferson 39' (p) | Árbitro: AM                             |

| 19 de fevereiro | Rio Negro-AM               | 2 – 0 | Operário-AM | Estádio Ismael Benigno, Manaus |
| 15h30           | Matheus Silva 15' (p), 48' |       |             | Árbitro: AM                    |

| 25 de fevereiro | Nacional-AM       | 1 – 1 | Manauara         | Estádio Ismael Benigno, Manaus |
| 15h30           | Pedro Augusto 73' |       | Erickson 40' (p) | Árbitro: AM                    |

| 25 de fevereiro | Operário-AM | 0 – 0 | Iranduba | Estádio Gilbertão, Manacapuru |
| 15h30           |             |       |          | Árbitro: AM                   |

| 25 de fevereiro | Manaus | 0 – 1 | Amazonas            | Arena da Amazônia, Manaus |
| 15h30           |        |       | Bruno Fernandes 48' | Árbitro: AM               |

| 26 de fevereiro | Parintins                | 1 – 0 | Princesa do Solimões | Estádio Francisco Garcia, Rio Preto da Eva |
| 15h30           | Thiago Jefferson 61' (p) |       |                      | Árbitro: AM                                |

| 4 de março | Manaus                    | 1 – 1 | Nacional-AM       | Arena da Amazônia, Manaus |
| 15h30      | Michel das Chagas 59' (p) |       | Pedro Augusto 87' | Árbitro: AM               |

| 4 de março | Rio Negro-AM | 0 – 3 | Manauara                                                     | Estádio Ismael Benigno, Manaus |
| 15h30      |              |       | Gabriel Argolo 23' · Willian dos Santos 52' · Erik Cesar 61' | Árbitro: AM                    |

| 4 de março | Parintins | 0 – 0 | Operário-AM | Estádio Francisco Garcia, Rio Preto da Eva |
| 15h30      |           |       |             | Árbitro: AM                                |

| 4 de março | Princesa do Solimões | 0 – 1 | Amazonas             | Estádio Gilbertão, Manacapuru |
| 15h30      |                      |       | Rafael Aparecido 21' | Árbitro: AM                   |

## Fase final
Em itálico, as equipes que jogam pelo empate no placar agregado (exceto na Final) e com mando de campo na partida de volta por terem conseguido melhor campanha na Primeira Fase e em negrito os times classificados à etapa seguinte.
|  |  |

|  | Quartas-de-final     | Quartas-de-final     | Quartas-de-final | Quartas-de-final |   |          | Semifinais               | Semifinais               | Semifinais               | Semifinais               |  |          | Final            | Final            | Final            | Final            |  |  |
|  | 11 a 19 de março     | 11 a 19 de março     | 11 a 19 de março | 11 a 19 de março |   |          | 25 de março a 8 de abril | 25 de março a 8 de abril | 25 de março a 8 de abril | 25 de março a 8 de abril |  |          | 15 a 23 de abril | 15 a 23 de abril | 15 a 23 de abril | 15 a 23 de abril |  |  |
|  |                      |                      |                  |                  |   |          |                          |                          |                          |                          |  |          |                  |                  |                  |                  |  |  |
|  | Amazonas             | 2                    | 2                | 4                |   |          |                          |                          |                          |                          |  |          |                  |                  |                  |                  |  |  |
|  | Operário-AM          | 1                    | 0                | 1                |   |          |                          |                          |                          |                          |  |          |                  |                  |                  |                  |  |  |
|  | Operário-AM          | 1                    | 0                | 1                |   | Amazonas | 1                        | 0                        | 1                        |                          |  |          |                  |                  |                  |                  |  |  |
|  |                      |                      |                  |                  |   | Amazonas | 1                        | 0                        | 1                        |                          |  |          |                  |                  |                  |                  |  |  |
|  |                      | Nacional-AM          | 0                | 0                | 0 |          |                          |                          |                          |                          |  |          |                  |                  |                  |                  |  |  |
|  | Manaus               | Nacional-AM          | 0                | 0                | 0 | 1        | 1                        | 2                        |                          |                          |  |          |                  |                  |                  |                  |  |  |
|  | Manaus               |                      |                  |                  |   | 1        | 1                        | 2                        |                          |                          |  |          |                  |                  |                  |                  |  |  |
|  | Nacional-AM          | 3                    | 0                | 3                |   |          |                          |                          |                          |                          |  |          |                  |                  |                  |                  |  |  |
|  | Nacional-AM          | 3                    | 0                | 3                |   |          |                          |                          |                          |                          |  | Amazonas | 0                | 1                | 1                |                  |  |  |
|  |                      |                      |                  |                  |   |          |                          |                          |                          |                          |  | Amazonas | 0                | 1                | 1                |                  |  |  |
|  |                      | Manauara             | 0                | 0                | 0 |          |                          |                          |                          |                          |  |          |                  |                  |                  |                  |  |  |
|  | Manauara             | Manauara             | 0                | 0                | 0 | 1        | 1                        | 2                        |                          |                          |  |          |                  |                  |                  |                  |  |  |
|  | Manauara             |                      |                  |                  |   | 1        | 1                        | 2                        |                          |                          |  |          |                  |                  |                  |                  |  |  |
|  | Rio Negro-AM         | 0                    | 0                | 0                |   |          |                          |                          |                          |                          |  |          |                  |                  |                  |                  |  |  |
|  | Rio Negro-AM         | 0                    | 0                | 0                |   | Manauara | 3                        | 3                        | 6                        |                          |  |          |                  |                  |                  |                  |  |  |
|  |                      |                      |                  |                  |   | Manauara | 3                        | 3                        | 6                        |                          |  |          |                  |                  |                  |                  |  |  |
|  |                      | Princesa do Solimões | 1                | 0                | 1 |          |                          |                          |                          |                          |  |          |                  |                  |                  |                  |  |  |
|  | Princesa do Solimões | Princesa do Solimões | 1                | 0                | 1 | 1        | 1                        | 2                        |                          |                          |  |          |                  |                  |                  |                  |  |  |
|  | Princesa do Solimões |                      |                  |                  |   | 1        | 1                        | 2                        |                          |                          |  |          |                  |                  |                  |                  |  |  |
|  | Parintins            | 1                    | 1                | 2                |   |          |                          |                          |                          |                          |  |          |                  |                  |                  |                  |  |  |

### Quartas de Final

#### Jogos de Ida
| Sábado, 11 de março | Operário-AM            | 1 – 2 | Amazonas                                 |  |
| 20:00               | Marcelo Nascimento 46' |       | Alison Felipe 35' · Rafael Aparecido 95' |  |

| Quarta-feira, 15 de março | Rio Negro-AM | 0 – 1 | Manauara        |  |
| 16:30                     |              |       | Iury Tanque 18' |  |

| Terça-feira, 14 de março | Parintins          | 1 – 1 | Princesa do Solimões |  |
| 16:30                    | Geovany Soares 20' |       | Max 98'              |  |

| Sábado, 11 de março | Nacional-AM                                                          | 3 – 1 | Manaus                |  |
| 16:30               | Leonardo Nogueira 47' (p) · Daniel Floro 86' · Marcone Fernandes 95' |       | Michel das Chagas 44' |  |

#### Jogos de volta
| Sábado, 18 de março | Amazonas                           | 2 – 0 | Operário-AM |  |
| 16:30               | Adriano 16' · Rafael Aparecido 50' |       |             |  |

| Domingo, 19 de março | Manauara      | 1 – 0 | Rio Negro-AM |  |
| 16:30                | Guilherme 45' |       |              |  |

| Sábado, 18 de março | Princesa do Solimões | 1 – 1 | Parintins   |  |
| 20:00               | Luciano Tavares 63'  |       | Geovany 61' |  |

| Sábado, 18 de março | Manaus       | 1 − 0 | Nacional-AM |  |
| 21:00               | Johnatan 27' |       |             |  |

### Semifinais

#### Jogos de Ida
| Sábado, 25 de março | Nacional-AM | 0 – 1 | Amazonas |  |
| 16:30               |             |       | Luan 54' |  |

| Domingo, 2 de abril | Princesa do Solimões | 1 – 3 | Manauara                                            |  |
| 16:30               | Aleílson 13'         |       | Iury Tanque 09' · Paulinho 10' · William Mococa 41' |  |

#### Jogos de Volta
| Sábado, 1 de abril | Amazonas | 0 – 0 | Nacional-AM |  |
| 16:30              |          |       |             |  |

| Sábado, 8 de abril | Manauara                                            | 3 – 0 | Princesa do Solimões |  |
| 16:30              | Iury Tanque 25' · Paulihno 41' · William Medina 81' |       |                      |  |

### Final

#### Jogo de Ida
| Sábado, 15 de abril | Manauara | 0 – 0 | Amazonas |  |
| 16:30               |          |       |          |  |

#### Jogo de Volta
| Domingo, 23 de abril | Amazonas | 1 – 0 | Manauara |  |
| 10:00                | Luan 71' |       |          |  |

## Premiação
| Campeonato Amazonense de 2023 |
| Manaus                        |
| ----------------------------- |
| Amazonas Campeão (1.º título) |

## Artilharia
| Gols | Jogador            | Time                 |
| ---- | ------------------ | -------------------- |
| 8    | Iury Tanque        | Manauara             |
| 7    | Rafael Tavares     | Amazonas             |
| 7    | Aleílson           | Princesa do Solimões |
| 6    | Luan Santos        | Amazonas             |
| 5    | Matheus Sacramento | Rio Negro-AM         |

## Técnicos
| Equipe               | Técnico                                                                          |
| -------------------- | -------------------------------------------------------------------------------- |
| Amazonas             | Rafael Lacerda (1ª—)                                                             |
| Iranduba             | Sérgio Duarte (pré-temporada) Kléber Santos (1ª—)                                |
| Manauara             | Cristian de Souza (1ª—)                                                          |
| Manaus               | Paulo Henrique Marques (1ª—7ª) Victor Lenine (8ª, interino) Higo Magalhães (9ª—) |
| Nacional-AM          | Wellington Fajardo (1ª—)                                                         |
| Operário-AM          | Ademilson Brito (1ª—4ª) Paulo Morgado (5ª—)                                      |
| Parintins            | Marcus Alexandre (1ª—)                                                           |
| Princesa do Solimões | Aderbal Lana (1ª—)                                                               |
| Rio Negro-AM         | João Carlos Cavalo (1ª—)                                                         |

## Classificação Geral
Observação: conforme o §1º do Artigo 5º do Regulamento Específico do Campeonato Amazonense de Futebol Profissional Série A 2023, os clubes de 3º a 4º colocados da competição serão definidos, dentre os clubes que forem eliminados na fase semifinal, conforme seus desempenhos durante a Primeira Fase; e os clubes de 5º a 9º colocados da competição serão definidos conforme seus desempenhos durante a Primeira Fase.